# 1997–1998-as magyar női labdarúgó-bajnokság (másodosztály)
A magyar női labdarúgó-bajnokság másodosztályában 1997–98-ban nyolc csapat küzdött a bajnoki címért. A bajnoki címet a Pepita Sárkányok SC szerezte meg és került az NB I-be.

## Végeredmény
| #  | Csapat                  | M  | GY | D | V  | G+ – G– | GK  | P  | Megjegyzések |
| -- | ----------------------- | -- | -- | - | -- | ------- | --- | -- | ------------ |
| 1. | Pepita Sárkányok SC     | 14 | 12 | 0 | 2  | 57–15   | +42 | 36 | NB I         |
| 2. | Viktória FC-Szombathely | 14 | 12 | 0 | 2  | 58–13   | +45 | 36 |              |
| 3. | Dunaújvárosi Pentele    | 14 | 7  | 1 | 6  | 21–20   | +1  | 22 |              |
| 4. | Quinter SE-Bonyhád      | 14 | 6  | 2 | 6  | 32–37   | −5  | 20 |              |
| 5. | Miskolci VSC            | 14 | 5  | 3 | 6  | 31–35   | −4  | 18 |              |
| 6. | Renova II               | 14 | 4  | 2 | 8  | 23–38   | −15 | 14 |              |
| 7. | Abádszalóki Juventa     | 14 | 2  | 3 | 9  | 8–28    | −20 | 9  |              |
| 8. | László Kórház II        | 14 | 1  | 3 | 10 | 5–49    | −44 | 6  |              |
| –. | Győri NFC               | 0  | 0  | 0 | 0  | 0–0     | 0   | 0  | kizárva      |

Utolsó frissítés: 1998. június 30. 
Forrás: RSSSF - Hungary (Women) 1997/98 
A rangsorolás alapszabályai: 1. összpontszám, 2. győzelmek száma, 3. egymás elleni eredmények összpontszáma,  4. egymás elleni eredmények gólkülönbsége, 5. egymás elleni eredmények szerzett góljainak száma 6. gólkülönbség, 7. szerzett gólok száma.
(B): Bajnokcsapat, (K): Kieső csapat, (F): Feljutó csapat, (I): Kupainduló, (R): A rájátszás győztese, (KGY): Kupagyőztes